# Всемирные интеллектуальные игры
Всеми́рные интеллектуа́льные и́гры, или Интеллиа́ды (англ. World Mind Sports Games, WMSG) — комплексные соревнования в интеллектуальных видах спорта, проводимые Международной ассоциацией интеллектуального спорта (IMSA). Как и Олимпиады проводятся каждые 4 года. Первые Всемирные интеллектуальные игры прошли в Пекине, в период с 3 октября по 18 октября 2008 года. Вторые игры прошли в Лилле с 9 по 23 августа 2012 года. Третьи игры  провели в декабре 2017 года в Китае.
В результате подписания в 2010 году соглашения Международной ассоциацией интеллектуального спорта (IMSA) с Международным конвентом «Спорт-Аккорд» наряду с Всемирными интеллектуальными играми с 2011 года стали проводиться ежегодные Всемирные интеллектуальные игры «Спорт-Аккорд» (SportAccord World Mind Games) с меньшим количеством видов и участников. Первые игры под этим названием состоялись в Пекине с 8 декабря по 16 декабря 2011 года.

## Организатор
Организатором Всемирных интеллектуальных игр является Международная ассоциация интеллектуального спорта (англ. International Mind Sports Association, IMSA). IMSA основана 19 апреля 2005 год, её члены:
- Международная шахматная федерация (FIDE);
- Всемирная федерация шашек (FMJD)
- Всемирная федерация бриджа (WBF)
- Международная федерация го (IGF)
- Международная федерация покера (IFP)[3]

IMSA была создана под эгидой Общей ассоциации международных спортивных федераций (фр. Association Générale des Fédérations Internationales des Sports, AGFIS), с 2009 года переименованной в «Спорт-Аккорд». Целью создания IMSA было объединение ассоциаций интеллектуальных игр, проведение Всемирных интеллектуальных игр и дальнейшее включение этих игр в олимпийскую программу. Президентом IMSA был избран Жозе Дамиани, президент WBF.

## Структура проведения
Всемирные интеллектуальные игры предполагается проводить в столицах Олимпийских игр (летних или зимних) вскоре после окончания Олимпиад. Планируется использование инфраструктур и команд добровольцев, создаваемых к Олимпийским играм.
Основными игровыми видами на Интеллиадах являются виды, представленные федерациями-членами IMSA — шахматы, шашки, го и бридж, также в программу включаются  дополнительные виды. Так, на I Интеллиаде в Пекине к четырём основным видам были добавлены соревнования по сянци, или китайским шахматам, а в программу II Интеллиады предполагалось включить покер. В программу третьих игр включен маджонг.

## I Всемирные интеллектуальные игры
I Всемирные интеллектуальные игры прошли в Пекине с 3 по 18 октября 2008 года. Игры проходили в Национальном центре конгрессов (англ. Olympic Green Convention Center), до этого принимавшем соревнования летней Олимпиады 2008 года. В программу Игр входили соревнования по пяти видам спорта: шахматам, шашкам (международным, русским, бразильским и чекерсу), го, бриджу и сянци. 35 комплектов медалей разыгрывались среди 2763 участников (с учётом неофициальной программы, 4435) из 143 стран. По неофициальным оценкам, за событиями Игр наблюдали около 10 миллионов человек с помощью трансляций Пекинского телевидения и сети «Евровидение», а также вебкастов на официальном сайте. Игры освещали около 300 репортёров из более чем ста средств массовой информации.

### Победители и призёры

#### Бридж
В рамках Всемирных интеллектуальных игр прошли Международные бриджевые игры, которые заменили проводившуюся до 2004 года Международную Олимпиаду по бриджу. Разыгрывались 9 комплектов медалей: пять в возрастных категориях (три командных, индивидуальный и парный зачёт), в открытом и женском командном и в мужском и женском индивидуальном зачёте. Наибольшее количество медалей (6, в том числе две золотых) завоевали норвежцы. Также два «золота» у турок, причём, как и норвежцы, в других видах спорта на Интеллиаде они не завоевали больше ничего. Второе место по сумме медалей занимают хозяева соревнований (1 серебряная и 3 бронзовых медали)
Медальный зачёт
| Страна   | Золото | Серебро | Бронза | Итого |
| -------- | ------ | ------- | ------ | ----- |
| Норвегия | 2      | 1       | 3      | 6     |
| Турция   | 2      | 0       | 0      | 2     |
| Англия   | 1      | 2       | 0      | 3     |
| Франция  | 1      | 1       | 0      | 2     |
| Дания    | 1      | 0       | 0      | 1     |
| Италия   | 1      | 0       | 0      | 1     |
| Швеция   | 1      | 0       | 0      | 1     |
| Польша   | 0      | 2       | 1      | 3     |
| Китай    | 0      | 1       | 3      | 4     |
| Израиль  | 0      | 1       | 0      | 1     |
| Румыния  | 0      | 1       | 0      | 1     |
| Россия   | 0      | 0       | 1      | 1     |
| США      | 0      | 0       | 1      | 1     |
| Итого    | 9      | 9       | 9      | 27    |

#### Го
Шесть комплектов медалей (три индивидуальных, два командных и один среди смешанных пар, делавших ходы по очереди без консультаций) были разыграны между представителями всего пяти азиатских команд, причём сборная КНР доминировала по количеству золотых медалей (3, а в общей сложности 5), а команда Южной Кореи завоевала 9 медалей, из них две золотые, не получив больше ни одной награды во всех остальных видах спорта на Интеллиаде.
Медальный зачёт
| Страна           | Золото | Серебро | Бронза | Итого |
| ---------------- | ------ | ------- | ------ | ----- |
| Китай            | 3      | 1       | 1      | 5     |
| Республика Корея | 2      | 4       | 3      | 9     |
| КНДР             | 1      | 0       | 0      | 1     |
| Китайский Тайбэй | 0      | 1       | 0      | 1     |
| Япония           | 0      | 0       | 2      | 2     |
| Итого            | 6      | 6       | 6      | 18    |

#### Сянци
Из 15 разыгрывавшихся медалей (два комплекта в мужском и женском индивидуальном зачёте, два среди мужских и женских команд и ещё один в индивидуальном зачёте среди мужчин с укороченным контролем времени) сборная КНР собрала восемь, в том числе все пять золотых. С учётом того, что ещё две медали завоевала команда Гонконга, доминирование китайских спортсменов в сянци, также известных как «китайские шахматы», было абсолютным.
Медальный зачёт
| Страна    | Золото | Серебро | Бронза | Итого |
| --------- | ------ | ------- | ------ | ----- |
| Китай     | 5      | 3       | 0      | 8     |
| Вьетнам   | 0      | 1       | 2      | 3     |
| Австралия | 0      | 1       | 0      | 1     |
| Гонконг   | 0      | 0       | 2      | 2     |
| Малайзия  | 0      | 0       | 1      | 1     |
| Итого     | 5      | 5       | 5      | 15    |

#### Шахматы
В индивидуальных турнирах принимали участие по 60 мужчин и женщин-шахматистов. Список участников-мужчин возглавлял Веселин Топалов, в число участников также входил экс-чемпион мира Анатолий Карпов; в женских соревнованиях принимали участие действующая чемпионка мира Александра Костенюк, экс-чемпионка мира Антоанета Стефанова и будущая чемпионка мира Хоу Ифань.
Соревнования проходили только в блице и быстрых шахматах (по пять комплектов наград: мужской и женский индивидуальные, мужской и женский командные, а также среди смешанных пар), соревнования по шахматам с классическим контролем времени в программу не входили.
Наибольшее количество медалей (9, из них 4 золотых) собрали в шахматах китайцы. Семь медалей, из них одно «золото», у команды Украины. Россия заняла второе место после хозяев по числу золотых медалей (две, и три в общей сложности). Хотя Топалов в число призёров не попал, Антоанета Стефанова была единственной среди участников, завоевавшей две медали в индивидуальном зачёте — в блице и быстрых шахматах.
Медальный зачёт
| Страна   | Золото | Серебро | Бронза | Итого |
| -------- | ------ | ------- | ------ | ----- |
| Китай    | 4      | 3       | 2      | 9     |
| Россия   | 2      | 0       | 1      | 3     |
| Украина  | 1      | 4       | 2      | 7     |
| Болгария | 1      | 1       | 0      | 2     |
| Венгрия  | 1      | 0       | 0      | 1     |
| Эквадор  | 1      | 0       | 0      | 1     |
| Вьетнам  | 0      | 1       | 1      | 2     |
| Индия    | 0      | 1       | 0      | 1     |
| Иран     | 0      | 0       | 2      | 2     |
| Греция   | 0      | 0       | 1      | 1     |
| Сингапур | 0      | 0       | 1      | 1     |
| Итого    | 10     | 10      | 10     | 30    |

#### Шашки
В соревнованиях по международным шашкам приняли участие большинство играющих чемпионов мира: Гунтис Валнерис, Анатолий Гантварг, Александр Георгиев, Алексей Чижов, Александр Шварцман и Вячеслав Щёголев у мужчин, Зоя Голубева, Тамара Тансыккужина и Дарья Ткаченко у женщин. Одновременно с соревнованиями Интеллиады проходил чемпионат мира по молниеносной и быстрой игре в международные шашки, результаты которого не входили в медальный зачёт Игр.
Среди участников турнира по бразильским шашкам были действующий чемпион мира Николай Стручков, экс-чемпионы мира по русским и бразильским шашкам Юрий Аникеев, Андрей Валюк, Валерий Гребёнкин, Ион Доска, Гаврил Колесов, Аркадий Плакхин, Александр Шварцман и будущий чемпион мира Сергей Белошеев, а также экс-чемпионы мира по версии Международной ассоциации русских шашек (МАРШ) — Узеир Абдуллаев и Олег Дашков. В женском турнире по русским шашкам участвовали действующие чемпионки мира по русским шашкам (Елена Миськова) и по бразильским шашкам (Виктория Мотричко) и практически все экс-чемпионки мира — Екатерина Бушуева, Антонина Лангина, Юлия Макаренкова и Ольга Рейниш.
В турнире по чекерсу участвовали 11-кратный чемпион мира Рон Кинг из Барбадоса, двукратный чемпион мира Алекс Моисеев и двукратная чемпионка мира среди женщин Амангуль Дурдыева.
Из 15 медалей четыре (в том числе две золотые) завоевали шашисты России. Три медали (из них одна золотая) у спортсменов Латвии; это все медали, завоёванные латвийской командой на Интеллиаде. В целом выходцы из бывшего Советского Союза собрали 14 медалей из 15, включая «серебро» выступающей за Нидерланды Тани Чуб в женских международных шашках и золотую медаль проживающего в США Алекса Моисеева в чекерсе. Последнюю медаль, «серебро» в чекерсе, завоевал барбадосец Рон Кинг.
Медальный зачёт
| Страна     | Золото | Серебро | Бронза | Итого |
| ---------- | ------ | ------- | ------ | ----- |
| Россия     | 2      | 1       | 1      | 4     |
| Латвия     | 1      | 0       | 2      | 3     |
| Украина    | 1      | 0       | 1      | 2     |
| США        | 1      | 0       | 0      | 1     |
| Молдова    | 0      | 2       | 1      | 3     |
| Барбадос   | 0      | 1       | 0      | 1     |
| Нидерланды | 0      | 1       | 0      | 1     |
| Итого      | 5      | 5       | 5      | 15    |

#### Общий медальный зачёт
В общем медальном зачёте доминировала сборная КНР, только на турнире по сянци взявшая восемь медалей, из них пять золотых, а всего завоевавшая 12 золотых, 8 серебряных и 6 бронзовых медалей. Второе место по «золоту» заняла команда России, завоевавшая четыре первых места в турнирах по шахматам и шашкам, а по сумме медалей Украина и Республика Корея (по 2 золотых, 4 серебряных и 3 бронзовых награды). Всего медали завоёвывали участники из 33 стран.
| Страна           | Золото | Серебро | Бронза | Итого |
| ---------------- | ------ | ------- | ------ | ----- |
| Китай            | 12     | 8       | 6      | 26    |
| Россия           | 4      | 1       | 3      | 8     |
| Украина          | 2      | 4       | 3      | 9     |
| Республика Корея | 2      | 4       | 3      | 9     |
| Норвегия         | 2      | 1       | 3      | 6     |
| Турция           | 2      | 0       | 0      | 2     |
| Англия           | 1      | 2       | 0      | 3     |
| Болгария         | 1      | 1       | 0      | 2     |
| Франция          | 1      | 1       | 0      | 2     |
| Латвия           | 1      | 0       | 2      | 3     |
| США              | 1      | 0       | 1      | 2     |
| Венгрия          | 1      | 0       | 0      | 1     |
| Дания            | 1      | 0       | 0      | 1     |
| Италия           | 1      | 0       | 0      | 1     |
| КНДР             | 1      | 0       | 0      | 1     |
| Швеция           | 1      | 0       | 0      | 1     |
| Эквадор          | 1      | 0       | 0      | 1     |
| Вьетнам          | 0      | 2       | 3      | 5     |
| Молдова          | 0      | 2       | 1      | 3     |
| Польша           | 0      | 2       | 1      | 3     |
| Австралия        | 0      | 1       | 0      | 1     |
| Барбадос         | 0      | 1       | 0      | 1     |
| Израиль          | 0      | 1       | 0      | 1     |
| Индия            | 0      | 1       | 0      | 1     |
| Нидерланды       | 0      | 1       | 0      | 1     |
| Румыния          | 0      | 1       | 0      | 1     |
| Китайский Тайбэй | 0      | 1       | 0      | 1     |
| Гонконг          | 0      | 0       | 2      | 2     |
| Иран             | 0      | 0       | 2      | 2     |
| Япония           | 0      | 0       | 2      | 2     |
| Греция           | 0      | 0       | 1      | 1     |
| Малайзия         | 0      | 0       | 1      | 1     |
| Сингапур         | 0      | 0       | 1      | 1     |
| Итого            | 35     | 35      | 35     | 105   |

## II Всемирные интеллектуальные игры
Вторые Всемирные интеллектуальные игры планировались на 2012 год. Местом их проведения должен был стать Лондон, столица Олимпиады-2012, но в конце 2010 года было сообщено, что договор о проведении игр с 12 по 25 августа 2012 года заключён с Манчестером. В итоге же, было решено, что Вторые Всемирные интеллектуальные игры пройдут во французском Лилле.  Хотя сообщалось, что в программу II Всемирных интеллектуальных игр добавлен покер, в итоге в 2012 году был обнародован не изменившийся с 2008 года список видов: бридж, го, сянци, шахматы и шашки.
Общий медальный зачёт
| Место | Страна              | Золото | Серебро | Бронза | Итого |
| ----- | ------------------- | ------ | ------- | ------ | ----- |
| 1     | Россия              | 7      | 10      | 5      | 22    |
| 2     | Китай               | 5      | 4       | 5      | 14    |
| 3     | Китайский Тайбэй    | 4      | 4       | 3      | 11    |
| 4     | Украина             | 4      | 2       | 2      | 8     |
| 5     | Нидерланды          | 3      | 2       | 4      | 9     |
| 6     | Италия              | 1      | 1       | 1      | 3     |
| 7     | Япония              | 1      | 1       | 0      | 2     |
| 8     | Беларусь            | 1      | 0       | 0      | 1     |
|       | Швеция              | 1      | 0       | 0      | 1     |
|       | Англия              | 1      | 0       | 0      | 1     |
|       | Венгрия             | 1      | 0       | 0      | 1     |
|       | Независимая команда | 1      | 0       | 0      | 1     |
| 13    | Польша              | 0      | 1       | 2      | 3     |
| 14    | Канада              | 0      | 1       | 1      | 2     |
|       | Туркменистан        | 0      | 1       | 1      | 2     |
| 16    | Латвия              | 0      | 1       | 0      | 1     |
|       | Вьетнам             | 0      | 1       | 0      | 1     |
|       | США                 | 0      | 1       | 0      | 1     |
| 19    | Монако              | 0      | 0       | 1      | 1     |
|       | Франция             | 0      | 0       | 1      | 1     |
|       | Камерун             | 0      | 0       | 1      | 1     |
|       | Монголия            | 0      | 0       | 1      | 1     |
|       | Сингапур            | 0      | 0       | 1      | 1     |
|       | Гонконг             | 0      | 0       | 1      | 1     |

## III Всемирные интеллектуальные игры
На церемонии закрытия игр 2012 было объявлено, что следующие игры состоятся в Рио-де-Жанейро. Но игры не состоялись. Их планировалось провести в декабре 2017 года в Китае.